# Hohhot
Hohhot (kínai: 呼和浩特; pinjin: Hūhéhàotè; magyaros: Huhohaotö; mongolul: Хөх хот; kiejtése: höh hot; gyakori magyar átírás: Kukuhotó; klasszikus mongol írás: ) - a kínai nyelvben Husi (Hushi) (kínai: 呼市; pinjin: Hūshì) néven rövidítve - Belső-Mongólia székhelye a Kínai Népköztársaság északi részén.
A 2010-es népszámlálás idején a város lakossága 2 866 615 fő volt, amelyből 1 980 774 fő a belvárosban élt.
A város neve mongolul „kék város”-t jelent, habár sok helyen tévesen „zöld város” néven emlegetik.
A keveredés oka a klasszikus kínai 青 (csing (qīng)) szín, amit a bronz patinájára, valamint a jáde jellemzésére használtak.
Szujjüan városrész okán a város a Szujjüani főegyházmegye metropolitai székvárosa

## Történelem

### Középkor
A Hadakozó fejedelemségek korában Hohhot a Csao (Zhao) államhoz tartozott. A Kínai Birodalom történetének nagy részében Hohhot kínai fennhatóság alatt volt, védelmet adott az északról érkező nomád népek ellen.

### Ming- ésCsing(Qing)-dinasztia
1557-ben Altan nagykán, a tümet mongolok vezetője hozzáfogott a Tacsao templom (Dazhao templom) (kínai: 大召寺; pinjin: Dàzhào sì) építéséhez, hogy meggyőzze a Ming-dinasztia vezetőségét arról, hogy képes a dél-mongol törzsek vezetésére.
Az eköré a templom köré épült város neve "kék város" lett (mongolul: Kokegota). A mingek elvágták a mongolok hozzáférését a kínai vashoz, gyapothoz és gabonához, hogy ezzel eltántorítsák őket a Kínai-alföld elfoglalásáról. 1570-ben Altan nagykán tárgyalások során megszüntette a blokádot, vazallus-szövetséget kötött a Ming-dinasztiával, akik Hohhot akkori nevét (Kokegota) 1575-ben Kujhua (Guihua)ra (hagyományos kínai: 歸化; egyszerűsített kínai: 归化; pinjin: Guīhuà; postai átírás: Kweihua; jelentése: "Visszatérés a civilizációba") változtatta. Kujhua (Guihua) népessége az 1630-as évek elejére 150 000 főre nőtt, mivel a mongol vezetés Han kínai kereskedők letelepedését szorgalmazta. Kujhua (Guihua)t alkalmanként támadások érték Mongólia felől, 1631-ben Ligdan kán a földdel tette egyenlővé a várost. Altan kán és utódai templomokat és erődítményeket építtetett.
Miután a Mandzsuk megalapították a Csing (Qing)-dinasztiát (1644-1911), Kang-hszi (Kang Xi) császár (uralkodott 1661-1722) csapatokat küldött a terület vezetéséhez, ahol a dinasztiának érdekében állt egy tibeti buddhista iskolát létrehozni. A csingek (qingek) Kujhua (Guihua) északkeleti részére építettek egy helyőrségi várost, Szujjüan (Suiyuan)t (hagyományos: 綏遠; egyszerűsített: 绥远; pinjin: Suíyuǎn), ahonnan felügyelni tudták Belső-Mongólia délnyugati részének védelmét a mongolok támadásokkal szemben 1735-1739-ig.
Kujhua (Guihua)t és Szujjüan (Suiyuan)t beolvasztották Sanhszi (Shanxi) tartományba, és megalakult a Kujhua (Guihua) megyeszintű városa (歸化縣; 归化县; Guīhuà xiàn) a Csing (Qing)-kori Kínában. 1874-ben francia misszionnáriusok katolikus templomot alapítottak Kujhua (Guihua)ban, de a keresztények Pekingbe kényszerültek menekülni a bokszerlázadás idején (1899–1901).

### A köztársaság kora

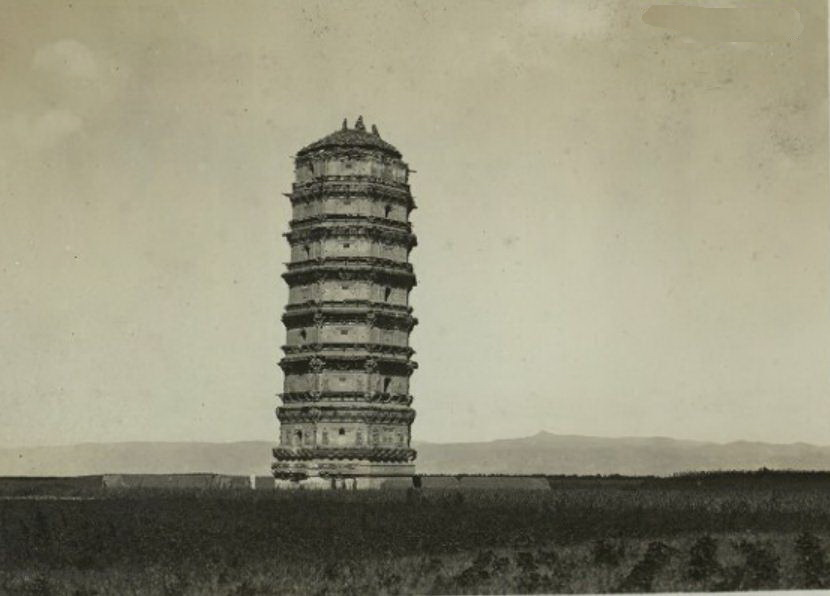
Vanpu Huajencsing (Wanbu Huayanjing) Pagoda (Pajta (Baita) Pagoda) Hohhotban, 1942

1913-ban az újonnan alapított Kínai Köztársaság kormánya újból egyesítette Kujhua (Guihua)t és Szujjüan (Suiyuan)t Kujszuj (Guisui) néven (歸綏; 归绥; Guīsuí; postai: Kweisui). Kujszuj (Guisui) város lett Kujszuj (Guisui) megye székhelye, valamint Szujjüan (Suiyuan) tartomány székhelye Észak-Kínában. 1917-ben kitört a búbópestis, és Kujszuj (Guisui) kapcsolata a Sanhszi (Shanxi), Senhszi (Shaanxi), Hopej (Hebei) és Peking vasútvonalakkal segített megújítani a város gazdaságát, úgy, hogy közben hidat képezett Kelet-Kína és a nyugat-kínai Hszincsiang (Xinjiang) tartomány között. 1918-ban egy amerikai Belső-Ázsia kutató, Owen Lattimore úgy jegyezte fel Kujszuj (Guisui) etnikai összetételét, mint "egy város, ami tisztán Han kínai, kivéve a láma kolostorokat...a tümentek gyakorlatilag már nem léteznek, és a legközelebbi mongolok 50-60 mérföldre lehetnek a fennsíkon."
A japánok progresszív megszállása alatt, az 1930-as években a japánok létrehozták Mengcsiang (Mengjiang) bábállamát, melyet De herceg vezetett. Ő nevezte át a államot mai nevére, a "kék városra" (Hohhot; 厚和; Hòuhé; magyaros: Houho).
Japán kapitulációja után, 1945-ben a Kínai Köztársaság visszanevezte a várost Kujszuj (Guisui)ra.
A Kínai Kommunista Párt kiűzte Fu Co-ji (Fu Zuoyi)t, a köztársaság parancsnokát Szujjüan (Suiyuan)ből, és a Kínai kommunista forradalom után, 1949-ben Kujszuj (Guisui)t visszanevezték Hohhotra.

### A népköztársaság kora

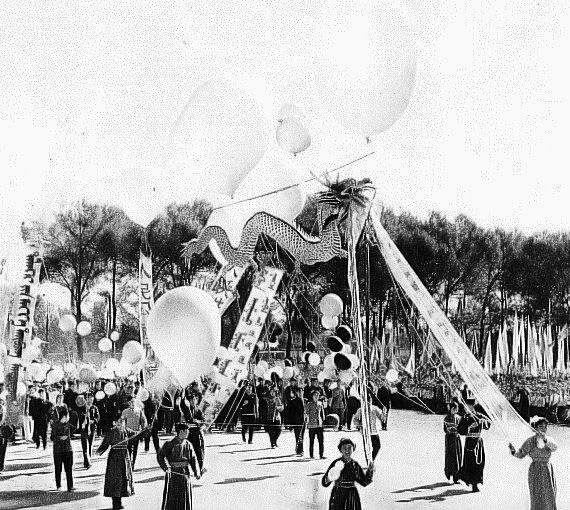
A népköztársaság 10. évfordulójának ünnepe Hohhotban

A polgárháború alatt azért, hogy a szeparatista mongolok támogatását megnyerjék, a kommunisták megalapíttoták a Belső-Mongólia Autonóm Területet a mongol kisebbségek lakta területeken, Szujjüan (Suiyuan), Hszingan (Xing'an), Csahar és Zsöho (Rehe) körül. Kujszuj (Guisui)t választották a régió adminisztratív központjának 1952-ben, ezzel lecserélve a korábbi Csangcsiakou (Zhangjiakou)t. 1954-ben, a Kínai Népköztársaság megalakulása után a várost visszanevezték Kujszuj (Guisui)ról Hohhotra, habár eltérő kínai kiejtéssel: Huhohaotö (Huhehaote)
A város jelentős fejlődésen ment keresztül a kínai gazdasági reform kezdete óta. A 2000-es évek óta a városban saját önkormányzatot hoztak létre, ebben az időszakban építették az autonóm területet irányító legtöbb adminisztratív épületet is, létrehoztak egy mesterséges tavat, a Zsuji-ho (Ruyi He)t, illetve rengeteg lakóházat építettek a Hohhotba letelepedő lakosoknak. A város északi részére épült a Hohhot Városi Stadion, amit 2007-ben adtak át.
A gazdag kulturális háttérrel rendelkező Hohhot ismert a történelmi jelentőségű látnivalóiról, buddhista templomairól, valamint a város Belső-Mongólia egyik leglátogatottabb turistacélpontja. Emellett országszerte ismert a tejtermékgyártó cégeiről, a Mengniuról és a Jili (Yili)ről, és 2005-ben Kína "tejtermékfővárosának" nevezte el a China Dairy Industry Association és a Dairy Association of China.

## Földrajz és éghajlat

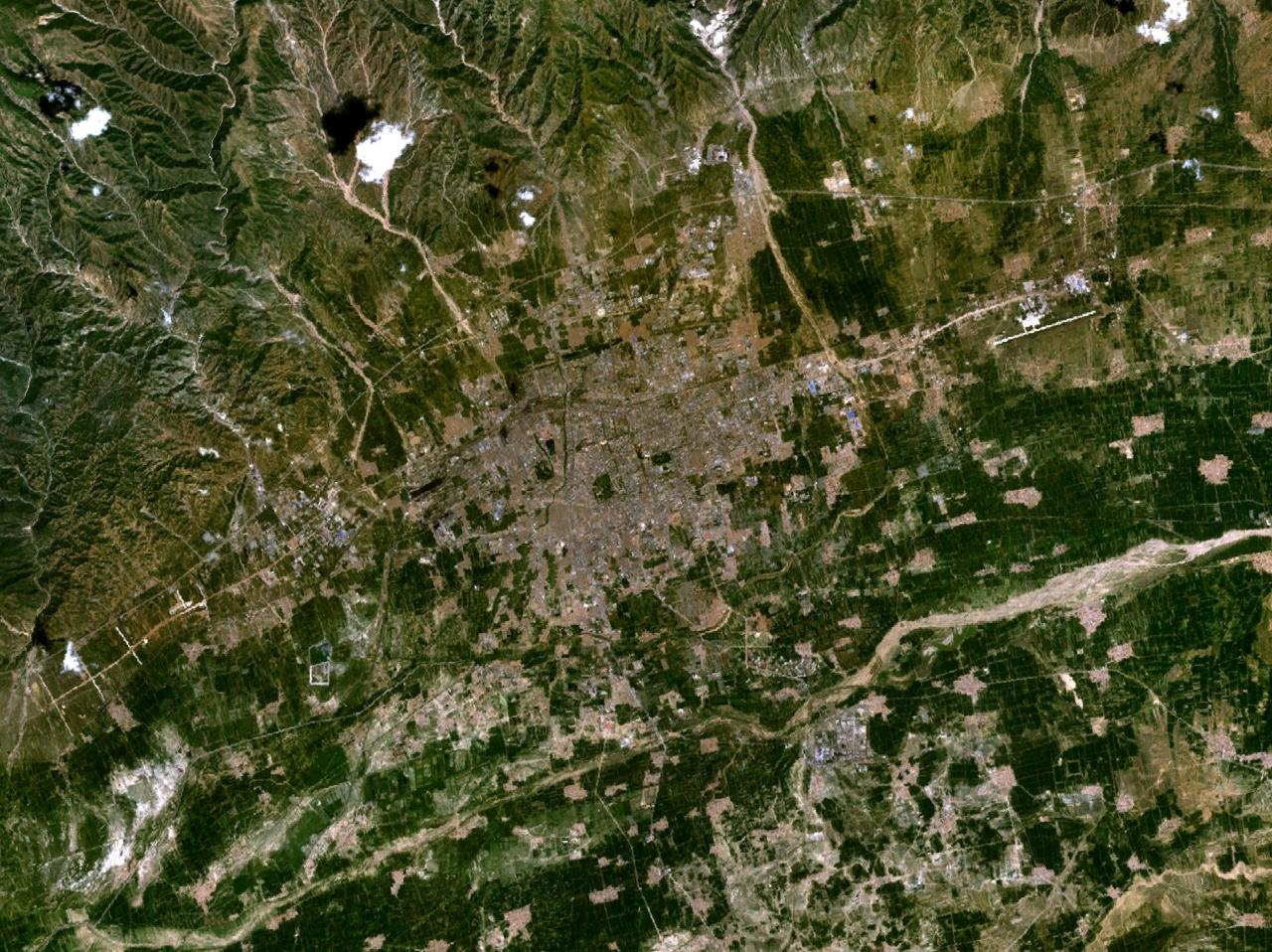
Hohhot és térsége

Hohhotot északról a Tacsing-hegység (Daqing-hegység) határolja, míg délről a Hotao-fennsík (Hetao-fennsík).
A város klímája sztyepp (Köppen BSk) besorolású, azaz hűvös, félszáraz éghajlatú. Jellemzőek rá a hosszú, hideg és száraz telek, forró, kissé párás nyarak, erős szelek tavasszal, valamint a monszuni hatás. A leghűvösebb hónap a január, a napi átlag -11,6 °C, míg a július a legmelegebb hónap, átlagosan 22,6 °C a hőmérséklet. Az éves átlaghőmérséklet 6,73 °C, és az éves csapadékmennyiség 398 milliméter, amely mennyiségnek több mint a fele csak július és augusztus hónapokban esik le. Nagy eltérések lehetnek a csapadékmennyiségben, habár 1965-ben csak 155,1 mm csapadék esett, de hat évvel előtte (1959-ben) 929,2 mm esett. Ekkor csak júliusban 338,6 mm.
Hohhot a nyár folyamán népszerű a turisták körében a közeli Csaoho (Zhaohe)-sztyepp miatt. Manapság az elsivatagosodás miatt éves szinten előfordul a homokvihar a városon belül.
A legalacsonyabb hőmérséklet a városban a -32,8 °C, a legmagasabb 38,9 °C volt.
| Hónap                         | Jan.  | Feb.  | Már.  | Ápr.  | Máj. | Jún. | Júl. | Aug. | Szep. | Okt.  | Nov.  | Dec.  | Év    |
| ----------------------------- | ----- | ----- | ----- | ----- | ---- | ---- | ---- | ---- | ----- | ----- | ----- | ----- | ----- |
| Rekord max. hőmérséklet (°C)  | 8,0   | 17,0  | 19,4  | 33,4  | 35,0 | 35,7 | 38,5 | 36,8 | 32,4  | 26,5  | 20,4  | 11,6  | 38,5  |
| Átlagos max. hőmérséklet (°C) | −5,0  | −0,4  | 7,0   | 16,3  | 23,2 | 27,3 | 28,5 | 26,4 | 21,2  | 14,1  | 4,4   | −3,2  | 13,4  |
| Átlaghőmérséklet (°C)         | −11,6 | −7,2  | 0,3   | 9,0   | 16,1 | 20,7 | 22,6 | 20,6 | 14,6  | 7,0   | −2,1  | −9,4  | 6,8   |
| Átlagos min. hőmérséklet (°C) | −16,8 | −12,8 | −5,5  | 1,6   | 8,2  | 13,3 | 16,4 | 14,8 | 8,3   | 1,0   | −7,0  | −14,2 | 0,7   |
| Rekord min. hőmérséklet (°C)  | −30,5 | −29,4 | −19,4 | −11,5 | −3,5 | 2,3  | 8,3  | 4,6  | −2,0  | −10,1 | −20,2 | −26,4 | −30,5 |
| Átl. csapadékmennyiség (mm)   | 3     | 5     | 10    | 14    | 28   | 47   | 107  | 109  | 47    | 21    | 6     | 2     | 398   |
| Havi napsütéses órák száma    | 181   | 198   | 246   | 269   | 295  | 291  | 265  | 255  | 252   | 245   | 195   | 171   | 2862  |
| Forrás:                       |       |       |       |       |      |      |      |      |       |       |       |       |       |

## Közigazgatás
A város közigazgatási szintje prefektúra, tehát a belvárosi és az elővárosi részek is az adminisztráció hatáskörébe tartozik. A közigazgatási terület 4 megyét (县, hszien (xiàn)), 4 körzetet (市辖区; si hsziacsü (shì xiáqū)) és egy megyeszintű régiót foglal magába. Ezek további 20 belvárosi al-kerületekre oszthatók és 96 községre.
Az alábbi adatok km²-ben értendők, és a 2010-es népszámlálásból származnak.
| Hohhot térképe | Hohhot térképe                                 | Hohhot térképe                         | Hohhot térképe       | Hohhot térképe                      | Hohhot térképe | Hohhot térképe | Hohhot térképe |
| --- | ---------------------------------------------- | -------------------------------------- | -------------------- | ----------------------------------- | -------------- | -------------- | -------------- |
| Hszincseng (Xincheng) Hujmin (Huimin) Jücsüan (Yuquan) Szajhan (Saihan) Tümet Bal Régió Togtoh megye Horinger megye Csingsujho megye (Qingshuihe megye) Vucsuan megye (Wuchuan megye) |                                                |                                        |                      |                                     |                |                |                |
| Név | Mongol név                                     | Mongol név                             | Egyszerűsített kínai | Átírás                              | Terület        | Népesség       | Népsűrűség     |
| Név | Klasszikus mongol írással                      | Cirill írással                         | Egyszerűsített kínai | Átírás                              | Terület        | Népesség       | Népsűrűség     |
| Belváros |                                                |                                        |                      |                                     |                |                |                |
| Hujmin (Huimin) körzet | ᠬᠣᠳᠣᠩ ᠠᠷᠠᠳ ᠤᠨ ᠲᠣᠭᠣᠷᠢᠭ (Hodong arad un togorig) | Хотон ардын дүүрэг (Hoton ardín dűreg) | 回民区               | Hujmin csü (Huímín qū)              | 194.4          | 394,555        | 2,030          |
| Hszincseng (Xincheng) körzet (Szujjüan (Suiyuan) város) | ᠰᠢᠨ᠎ᠡ ᠬᠣᠲᠠ ᠲᠣᠭᠣᠷᠢᠭ (Szine hota togorig)         | Шиньчэн дүүрэг (Sinicsen dűreg)        | 新城区 (绥远城)      | Hszincseng csü (Xīnchéng qū)        | 660.6          | 567,255        | 859            |
| Jücsüan (Yuquan) körzet (Kujhua (Guihua) város) | ᠢᠤᠢ ᠴᠢᠤᠸᠠᠨ ᠲᠣᠭᠣᠷᠢᠭ (Juj csiuvan togorig)       | Юйчуань дүүрэг (Jujcsuani dűreg)       | 玉泉区 (归化城)      | Jücsüan csü (Yùquán qū)             | 207.2          | 383,365        | 1,850          |
| Szajhan (Saihan) körzet | ᠰᠠᠶᠢᠬᠠᠨ ᠲᠣᠭᠣᠷᠢᠭ (Szajihan togorig)             | Сайхан дүүрэг (Szajhan dűreg)          | 赛罕区               | Szajhan csü (Sàihǎn qū)             | 1,002.9        | 635,599        | 634            |
| Külváros |                                                |                                        |                      |                                     |                |                |                |
| Togtoh megye | ᠲᠣᠭᠲᠠᠬᠤ ᠰᠢᠶᠠᠨ (Togtahu szijan)                 | Тогтох шянь (Togtoh sjani)             | 托克托县             | Tokoto hszien (Tuōkètuō xiàn)       | 1,407.8        | 200,840        | 143            |
| Vucsuan (Wuchuan) megye | ᠦᠴᠤᠸᠠᠨ ᠰᠢᠶᠠᠨ (Ücsuvan szijan)                  | Үчуань шянь (Ücsuani sjani)            | 武川县               | Vucsuan hszien (Wǔchuān xiàn)       | 4,682.3        | 108,726        | 23             |
| Horinger megye | ᠬᠣᠷᠢᠨ ᠭᠡᠷ ᠰᠢᠶᠠᠨ (Horin Ger szijan)             | Хорингэр шянь (Horinger sjani)         | 和林格尔县           | Holinkoer hszien (Hélíngé'ěr xiàn)  | 3,447.8        | 169,856        | 49             |
| Csingsujho (Qingshuihe) megye | ᠴᠢᠩ ᠱᠦᠢ ᠾᠧ ᠰᠢᠶᠠᠨ (Csing süi hje szijan)        | Чиншуйхө шянь (Csinsujhö sjani)        | 清水河县             | Csingsujho hszien (Qīngshuǐhé xiàn) | 2,859          | 93,887         | 33             |
| Tümet bal régió | ᠲᠦᠮᠡᠳ ᠵᠡᠭᠦᠨ ᠬᠣᠰᠢᠭᠤ (Tümed dzsegün hoszigu)     | Түмэд зүүн хошуу (Tümed dzűn hosú)     | 土默特左旗           | Tumotö cuo csi (Tǔmòtè zuǒ qí)      | 2,765          | 312,532        | 113            |

## Demográfia
Az 1990-es évek óta gyorsan megnőtt Hohhot lakossága. A 2010-es népszámlálás szerint Hohhot lakossága elérte a 2 866 615 főt, ami 428 717 fővel több, mint 2000-ben.
A belvárosi része a városnak 1 980 774 főnek ad otthont.
Hohhot lakosságának nagy része han kínai, 2010-ben a teljes lakosságnak a 87,16%-a. Az itteni hanoknak a felmenői Sanhszi (Shanxi)ból, Északkelet-Kínából és Hopej (Hebei)ből származnak. A legtöbb mongol a városban kínaiul beszél. A Belső-Mongóliai Egyetem egy 1993-as felmérése szerint a tümet mongolok mintegy 8 százaléka beszél már csak mongolul. A lakosság jelentős része kevert etnikumú. William Jankowiak antropológus szerint „relatíve kis különbség van a kisebbségek kultúrája és a han kínaiak kultúrája között Hohhotban”, a különbségek az apróságokban, mint az ételekben és a művészetben láthatóak, míg a hasonlóságok az életszínvonalukban, az életcéljukban és a világnézetükben mutatkoznak meg.
Hohhot etnikai csoportjai a 2000-es népszámlálás alapján:
| etnikum     | népesség  | százalék |
| ----------- | --------- | -------- |
| han kínaiak | 2 115 888 | 88,42%   |
| mongolok    | 204 846   | 8,56%    |
| hui kínaiak | 38 417    | 1,61%    |
| mandzsuk    | 26 439    | 1,10%    |
| daurok      | 2663      | 0,11%    |
| koreaiak    | 1246      | 0,05%    |
| miaok       | 443       | 0,02%    |

## Gazdaság
Hohhot egy fontos ipari központ Belső Mongóliában. Patou (Batou)val és Ordoszszal együttesen több mint 60 százalékát teszik ki Belső-Mongólia ipari termelésének. Patou (Batou) és Ordosz után a harmadik legnagyobb gazdaságú város a tartományban, 2012-ben a GDP-je 247,56 milliárd RMB, 11 százalékot növekedve évről évre.
Hohhot szerezte 2012-ben a tartomány GDP-jének megközelítőleg 15,5 százalékát. Továbbá Hohhot a legnagyobb fogyasztói központ a régióban, 102,2 milliárd jüan bevételt tudhatott magának kiskereskedelmi forgalomból 2012-ben, 2011-hez képest 14,9 százalékos növekedéssel. A Kína Nyugati Fejlődése csoport fő fejlesztési célpontja volt a város, melyet a központi kormány vezetett.
Sok ismert vállalkozás található Hohhotban, többek között Kína legnagyobb bevételű tejtermékgyártója, a Jili Ipari Csoport (Yili Ipari Csoport) és a Mengniu Tejtermék Vállalat.
Belső-Mongólia gazdasági központja, Hohhot belvárosa az 1990-es évek óta nagyon kibővült. A Központi Ipari Kerületek a város több kerületében felfejlődtek. Az önkormányzat számára Kelet-Hohhotba épített irodaházak befejezése a városközpont elhelyezkedését kissé keletre mozdította. A Hajliang (Hailiang) pláza (海亮广场; Hajliang kuangcsang (Hǎiliàng guǎngchǎng)), egy 41 emeletes toronyház a város közepén, az egyik luxuscikk-áruháza lett a városnak.

## Kultúra

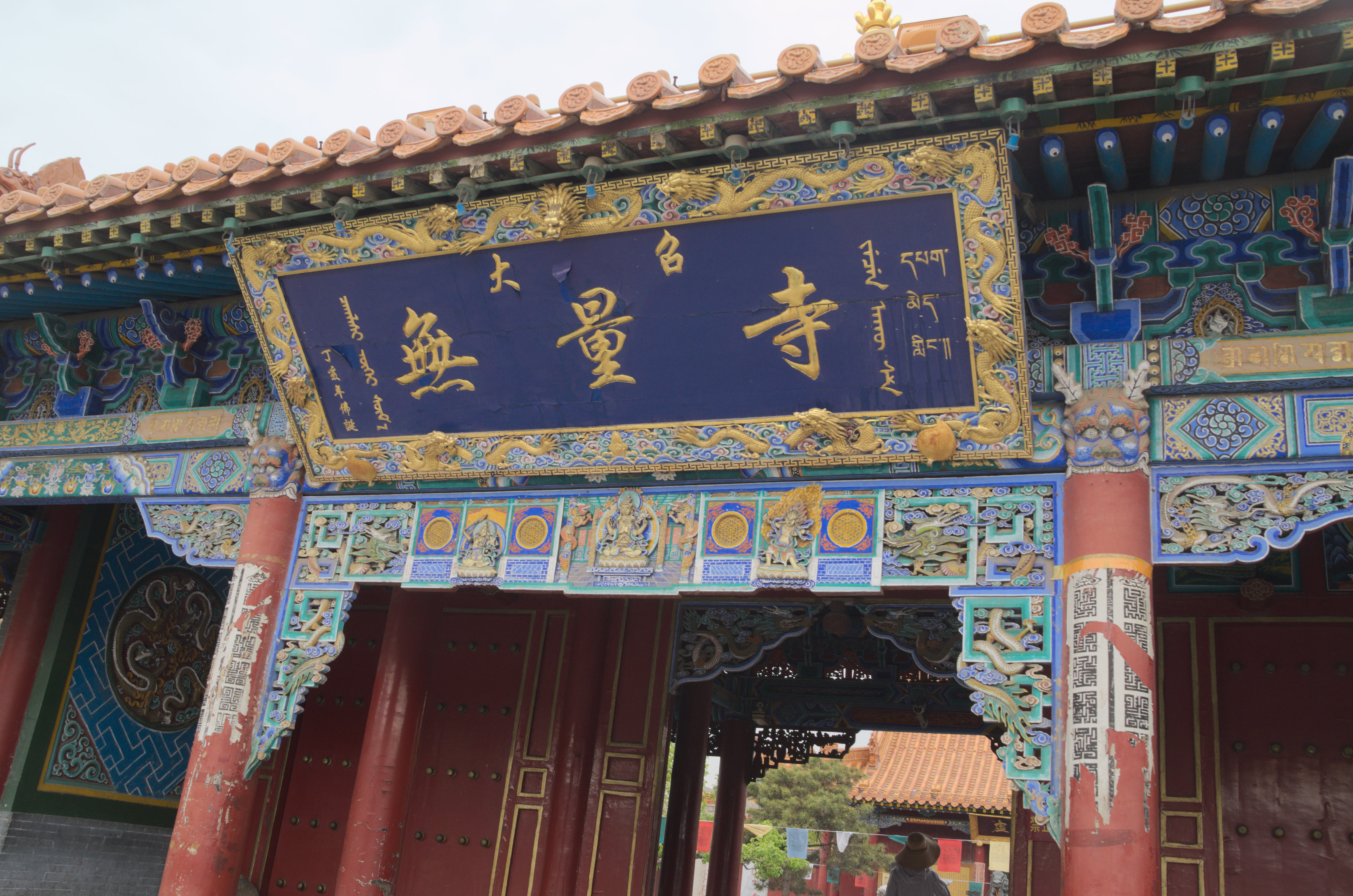
Egy tábla mongol, kínai, tibeti és mandzsu nyelven a Tacsao (Dazhao) templomnál Hohhotban.

A viszonylag különböző kulturális háttér miatt és annak ellenére, hogy egy ipari városról van szó, Hohhot utcái bővelkednek az etnikai kisebbségi elemekben. A Tungtao (Tongdao) út -egy főút az óvárosban- házai iszlám és mongol díszekkel vannak kidekorálva. Önkormányzati kezdeményezéssel az útóbbi években igyekeznek Hohhot identitását városszerte megőrizni és kifejezni, főleg mongol építészeti elemekkel. Minden utcai tábla, közlekedési eszközökön való utastájékoztatás kínai és mongol nyelven is elérhető.

### Dialektus
Az idősebb városlakók gyakran hohhoti dialektust használnak a mindennapjaikban, ami a Csin (Jin) kínai nyelv egyik ága, a szomszédos Sanhszi (Shanxi) tartományból. Ezt a dialektust a mandarint beszélők nehezen érthetik. Az újabb, vagy fiatalabb lakosai a városnak Hohhot alapú mandarint beszélnek, némelyek gyenge akcentussal és egyedi szavakkal.

### Konyhaművészet
A terület ételei leginkább a mongol konyhára öszpontosítanak, illetve a tejtermékekre. A mongol sós tejes tea gyakori ital reggeli mellé a lakók és a turisták körében is. A városban emellett hagyománya van a hot potnak, valamint a saomaj (shaomai)nak, a kínai konyha egyik jellegzetes tésztaételének.

## Közlekedés

### Repülőtér
Hohhot Pajta (Baita) Nemzetközi Repülőtere (IATA:HET) a városközponttól 14,3 km-re keletre helyezkedik el. Közvetlen járatai vannak a nagyobb belföldi városokba, többek között Pekingbe, Tiencsin (Tianjin)be, Sanghaj (Shanghai)ba, Sencsen (Shenzhen)be, Csengtu (Chengdu)ba. Emellett nemzetközi járatai vannak Tajcsung (Taichung)ba, Hongkongba és Ulánbátorba.

### Vasút
Hohhot a Csingpao (Jingbao) vasútvonalon fekszik Peking és Paotou (Baotou) között, és két állomása is van: Hohhot vasútállomás és Hohhot keleti vasútállomás. A vonal 1921-ben kezdte meg működését.
A Pekingbe közlekedő vonatok összekötik Hohhotot Dél-Kínával és Északkelet-Kínával. A legkiemelkedőbb járat Pekingbe a K90-es éjszakai vonat, ami az 1980-as évek óta közlekedik a két város között, és amit a helyiek a "9-0"-ásnak hívnak. A nyugatra tartó vonatok Paotou (Baotou)n és Lancsou (Lanzhou)n keresztül közlekednek. Ezek mellett szintén vannak vasúti kapcsolatok a nagyobb Belső-Mongóliai városokba és Ulánbátorba is.
Mivel Pekingig a leggyorsabb járat is hat és fél órát vesz igénybe – még ha a két város viszonylag közel is van egymáshoz –, 2008 elején tervezni kezdték a két várost összekötő gyorsvasutat és a hozzá kötődő vasútállomást. 2011-ben elkészült az állomás és kezdetben hagyományos vasútvonali feladatot látott el. 2015 januárjában a CRH megnyitotta az első D-szériájú (tungcsecu (dongchezu)) vonalat a Paotou (Baotou)–Hohhot–Ulanqab vonalon, ezzel lerövidítve az utazási időt Belső-Mongólia két legnagyobb városa között mindössze 50 percre. A Hohhot és Paotou közötti szakaszon a vonatok elérik a 200 km/h-s sebességet is.
Két másik vonal, a Csangcsiakou (Zhangjiakou)–Hohhot nagysebességű vasútvonal és a tervezett Peking–Csangcsiakou (Zhangjiakou) Intercity vonal járművei a tervek szerint 250 km/h-val fognak közlekedni. A Hohhot és Ulanqab között közlekedő szakaszt 2017 augusztusában megnyitották, így a két város között azóta 40 percre csökkent a menetidő.

### Autópályák
1997-ben épült egy autópálya (akkori nevén Hupao (Hubao) autópálya), ami Hohhotot Paotouval közi össze. Napjainkban ezt az utat kelet felé kibővítették Csining (Jining) és Csangcsiakou (Zhangjiakou) irányába, és egészen Peking felé a G6 Peking–Lásza autópálya (Csingcang (Jingzang) autópálya) részeként. A város a G110 vonalán fekszik, ami Jincsuan (Yinchuan)t köti össze Pekinggel. A G209-es pálya Hohhottól indul, és egészen Dél-Kínáig vezet, végállomása Kuanghszi (Guangxi). Hohhot az északi megyékhez a Huvu (Huwu) autópályával van összekötve, melyet 2006-ban fejeztek be. Az autópálya előtt az északi megyékbe hosszas utazással a hegyek között lehetett eljutni.
Távolsági buszjáratok kötik össze Hohhotot a külső megyékkel, Paotou (Baotou)val, Vuhaj (Wuhai)jal, Ordosszal, és más Belső-Mongóliai területekkel.

## Oktatás

### Egyetemek
Egyetemek Hohhotban:
- Belső-Mongóliai Pénzügyi és Gazdasági Egyetem
- Belső-Mongóliai Egyetem
- Belső-Mongóliai Mezőgazdasági Egyetem
- Belső-Mongóliai Normál Egyetem
- Belső-Mongóliai Technológiai Egyetem
- Belső-Mongóliai Orvostudományi Főiskola
- Belső-Mongóliai Pénzügyi és Gazdasági Főiskola
- Hohhot Tanárképző Főiskola
- Hohhot Rendészeti Főiskola
- Belső-Mongóliai Egyetem Hohhoti Főiskolája

### Középiskolák
Középiskolák Hohhotban:
- Hohhot 2. számú Középiskola
- Belső-Mongóliai Normál Egyetem Középiskolája

## Sport
Hohhotnak nem volt professzionális futballcsapata, a Sengjang Tungcsin (Shengyang Dongjin) F.C. Hohhotba költözött, és a nevüket Hohhot Tungcsin (Dongjin)ra változtatták 2012-ben. A Hohhot Városi Stadionban játszottak, amit 2007-ben építettek. A sportklub a liga alján végzett a 2012-es szezonban, és visszaestek a kettes ligába. Miután még fél szezont játszottak Hohhotban, a csapat Liaoningbe költözött és a Penhszi (Benxi) Városi Stadiont választották új székhelyükek.
2015. január 14-én a Tajjüan Csungyu Csiaji (Taiyuan Zhongyou Jiayi) F.C. Hohhotba került, nevüket Nen Monku Csungju (Nei Mongu Zhongyou) F.C.-re változtatták. A csapat az egyes ligábanjátszik, és 2015-ben a Hohhot Városi Stadiont választották székhelyükül. A csapat 2011. október 8-án alakult meg először, Sanhszi Csiaji (Shanxi Jiayi) F.C. néven.

## Nevezetes látnivalók
Több mint 50 Ming és Csing (Qing) buddhista templom és torony volt található Kujhua (Guihua)ban és Szujjüan (Suiyuan)ben.
- Csao-csün (Zhaojun) sírhelye (昭君墓; Csaocsün mu (Zhāojūn mù)), kilenc kilométerre található a városközponttól. Állítólag Vang Csao-csün (Wang Zhaojun) nyugszik itt, a Han-dinasztia egyik királyának, a hsziungnu Csanyü (Chanyu)nek a felesége volt.
- Pajta (Baita) pagoda (白塔; Pajta (Báitǎ)), a külváros keleti részén helyezkedik el a repülőtér közelében. A Liao-dinasztia alatt épült. Hohhot repülőtere a pagoda után lett elnevezve.
- Tacsao (Dazhao) templom (大召; Tacsao (Dàzhào)), Kujhua (Guihua) város központjában található. Az Északi-Jüan (Yuan)-dinasztia alatt épült, és eu a legrégebbi buddhista láma kolostor a városban.[49]
- Az Öt Pagoda Temploma (五塔寺; Vu ta szi (Wǔ tǎ sì)), Kujhua (Guihua) város keleti részén helyezkedik el. A Csing (Qing)-dinasztiában épült, az indiai templomokhoz hasonló stílusban.[37] Falain több mint 1 500 buddhaábrázolás látható.
- Gurun Kocsing (Kejing) hercegnő otthona (固倫恪靖公主府; Kulun Kocsing kungcsu fu (Gùlún Kèjìng gōngzhǔ fǔ)), a Jinsan-hegy (Yinshan-hegy) lábánál helyezkedik el. A Csing (Qing)-dinasztiabeli Gurun Kocsing (Kejing) hercegnő palotája volt, aki egy mongol herceghez ment feleségül.
- A tábornok otthona (將軍衙署; Csiangcsün ja su (Jiāngjūn yá shǔ)), Szujjüan (Suiyuan) város központjában található. A Szujjüan (Suiyuan) tábornokok otthona volt a Csing (Qing)-dinasztiában.
- Hohhoti Nagy Mecset (清真大寺; Csingcsen taszi (Qīngzhēn dàsì)), Kujhua (Guihua) város északi kapujánál fekszik. A Csing (Qing)-dinasztiában épült.
- Belső-Mongóliai Múzeum (內蒙古博物院; Nejmengku povujüan (Nèiménggǔ bówùyuàn)) A múzeum főbb kiállításai a dinoszaurusz fosszíliák, a nomád emberek történelmi műtárgyai és a mai nomád emberek kulturális élete témákban látogathatók.
- Csingcseng (Qingcheng) park (青城公園; Csingcseng kungyüan (Qīngchéng gōngyuán))

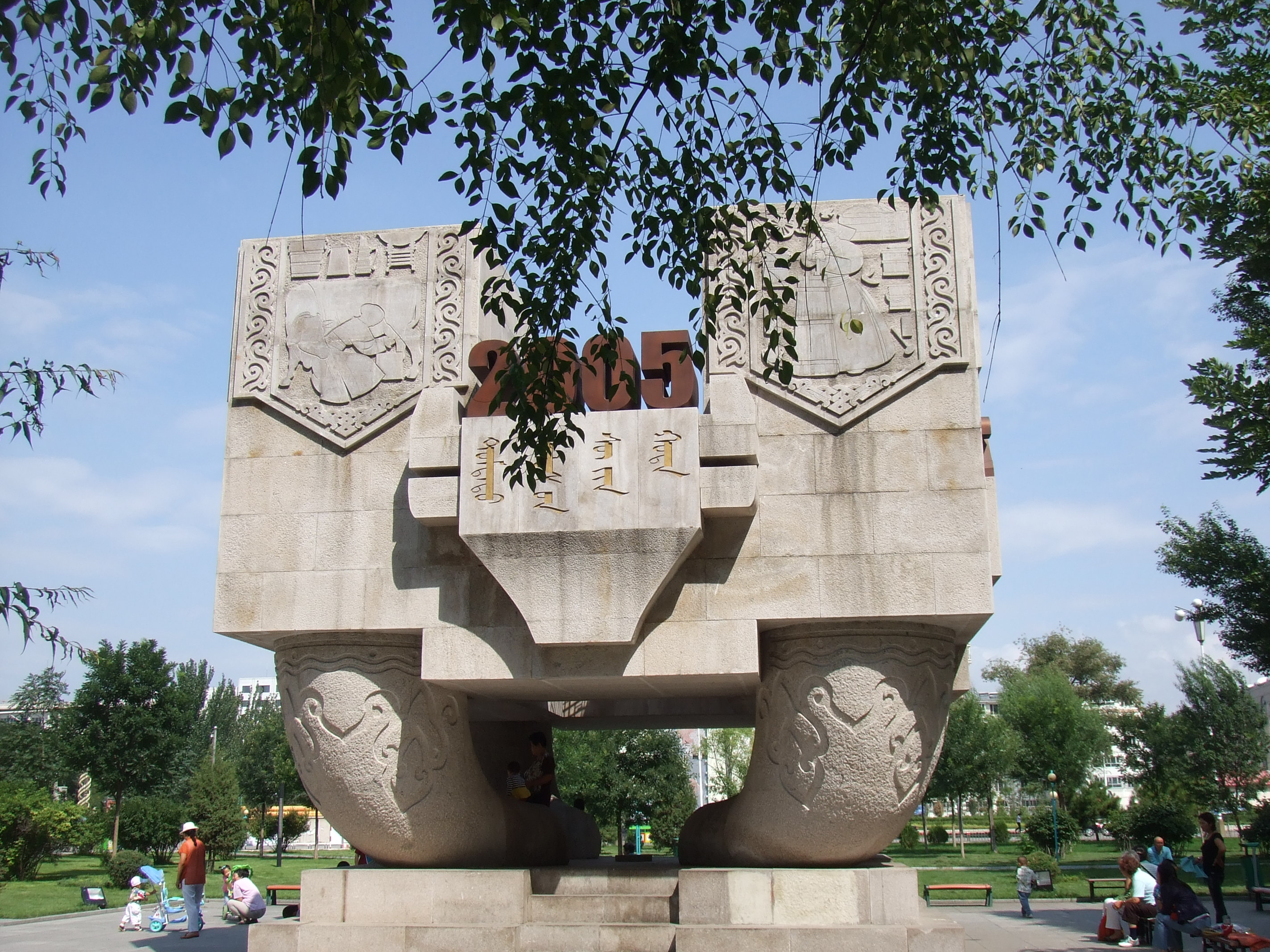
A "Tej fővárosa" szimbólum szobra
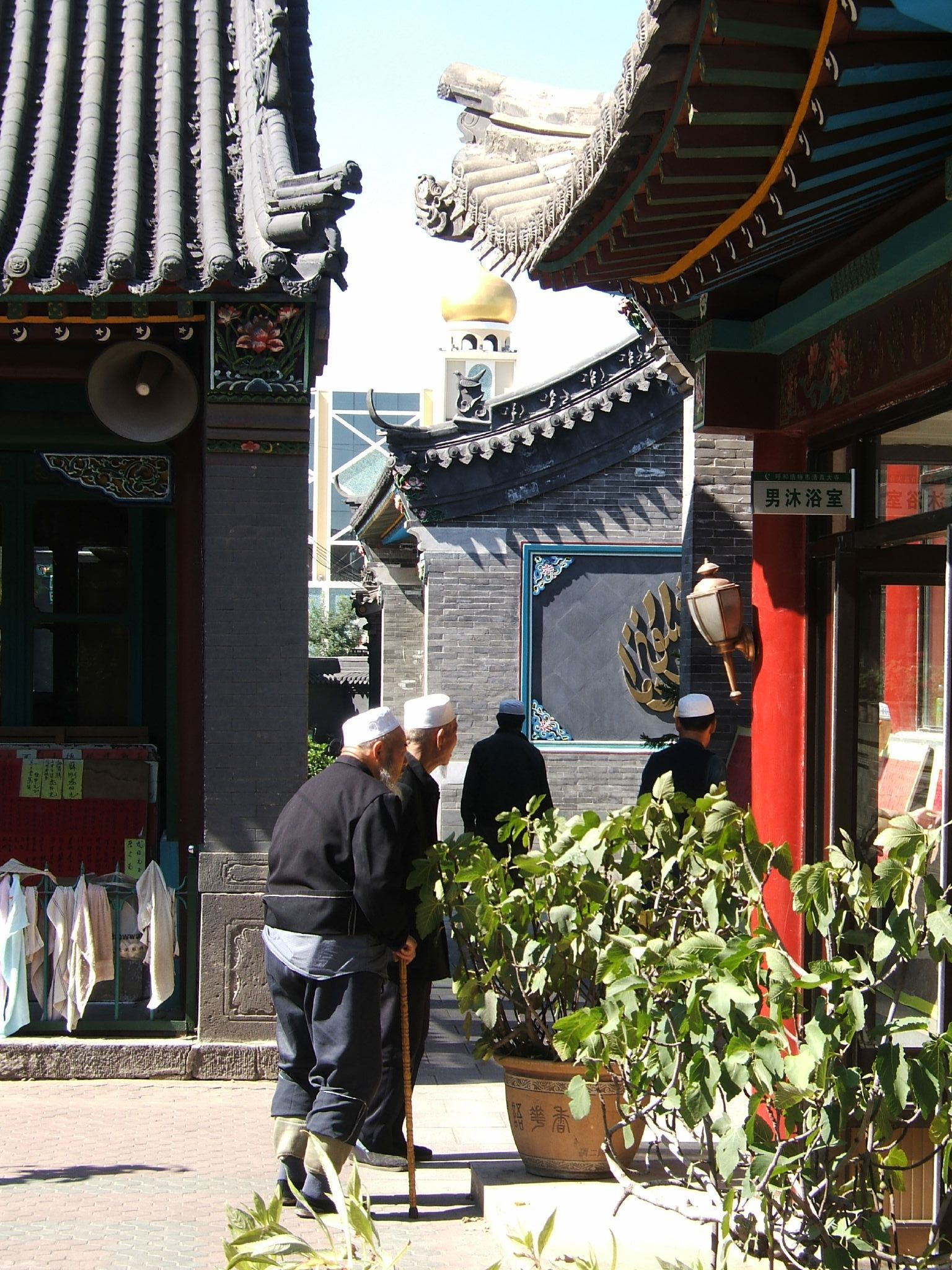
Hohhoti Nagy Mecset

## Fordítás
Ez a szócikk részben vagy egészben  a   Hohhot című angol Wikipédia-szócikk fordításán alapul.  Az eredeti cikk szerkesztőit annak laptörténete sorolja fel. Ez a jelzés csupán a megfogalmazás eredetét és a szerzői jogokat jelzi, nem szolgál a cikkben szereplő információk forrásmegjelöléseként.